# 48.ª reunião de cúpula do G7

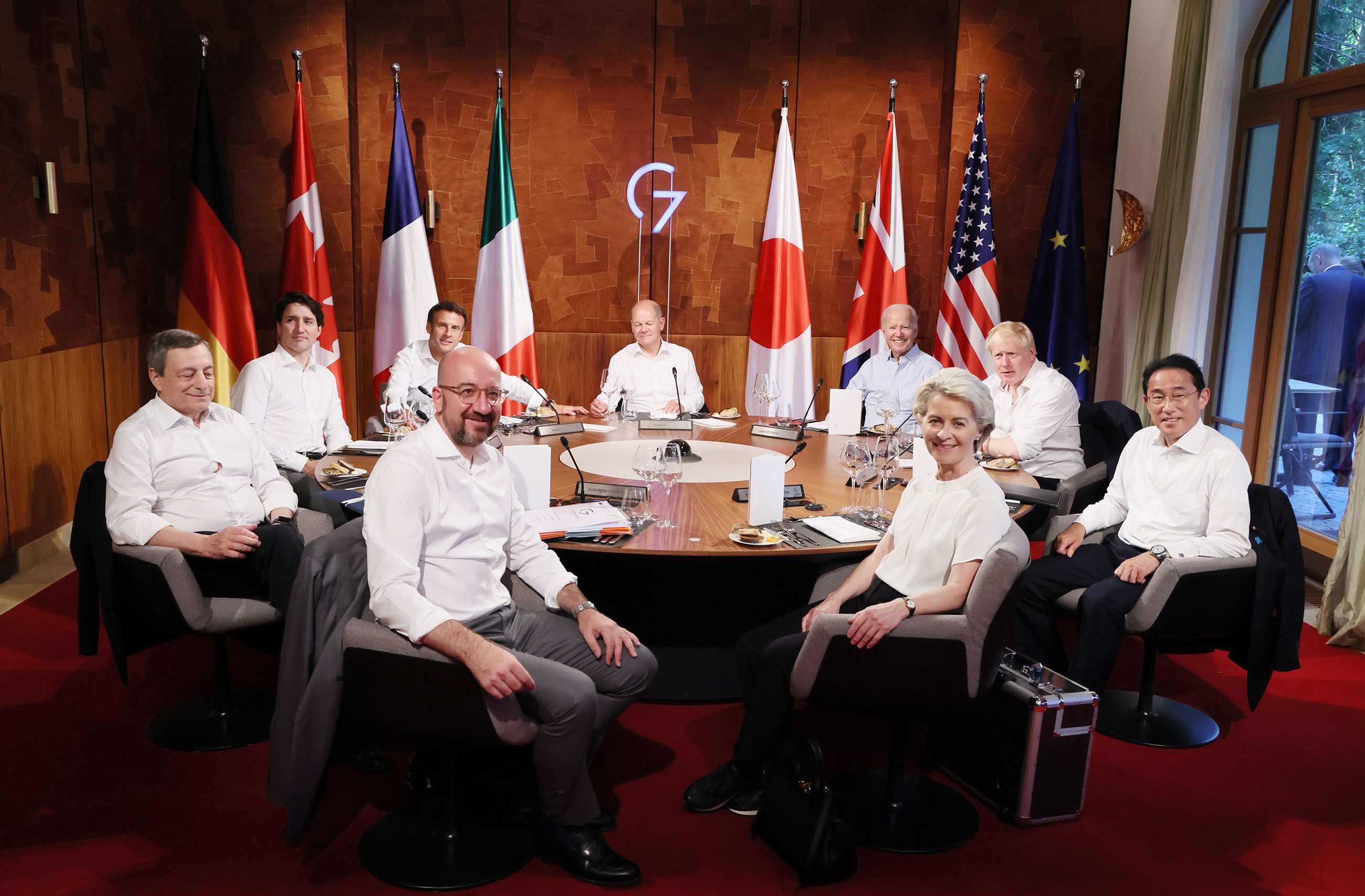

A 48.ª Cúpula dos Países Desenvolvidos (português brasileiro) ou 48.ª Cimeira dos Países Desenvolvidos (português europeu) foi realizada de 26 a 28 de junho de 2022 em Schloss Elmau, Krün, Alpes da Baviera, Alemanha. A Alemanha já sediou uma cúpula do G7 em 2015 em Schloss Elmau, Baviera.

## Agenda
Os seguintes itens da agenda foram discutidos:
26 de junho de 2022
- Economia global
- Parcerias para infraestrutura e investimento
- Política externa e de segurança

27 de junho de 2022
- Com o presidente ucraniano Volodymyr Zelenskyy (virtual): A declaração de apoio à Ucrânia foi emitida.[5][6][7]
- "Investir em um futuro melhor" em clima, energia e saúde com países parceiros do G7 e organizações internacionais: O Reino Unido anunciou £ 25 milhões em ajuda do Reino Unido para um novo fundo para garantir que o mundo esteja melhor preparado para derrotar futuras pandemias.[8] Resumo do presidente do G7 sobre como acelerar a transição limpa e justa para a neutralidade climática e a declaração sobre foram emitidos.[9][10]
- Segurança alimentar global, igualdade de gênero com países parceiros do G7 e organizações internacionais com os convidados de divulgação: O Japão preparou um plano para fornecer cerca de 200 milhões de dólares para ajudar a enfrentar uma crise alimentar global em meio à invasão da Ucrânia pela Rússia.[11] A declaração sobre a segurança alimentar global foi emitida.[12]

28 de junho de 2022
- Ordem multilateral e digital
- Preparando-se para a cúpula do G20 em Bali 2022

O Comunicado dos Líderes do G7 foi emitido após as reuniões de cúpula.

## Eventos que levam ao cume
Em 19 de fevereiro de 2022, a Reunião de Ministros das Relações Exteriores do G7 foi realizada com a participação do Ministro das Relações Exteriores da Ucrânia e emitiu uma declaração sobre a Rússia e a Ucrânia.
Em março de 2022, os ministros das Relações Exteriores do G7 concordaram em impor sanções mais duras à Rússia se ela não interrompesse seu ataque à Ucrânia e exigiram em particular que Moscou interrompesse os ataques nas proximidades de usinas nucleares. O chanceler alemão Olaf Scholz convidou líderes do G7 para uma cúpula em 24 de março de 2022 em Bruxelas, Bélgica. A reunião foi incorporada na cúpula da OTAN e no Conselho Europeu . Os líderes mundiais alertaram que, se a Rússia usasse armas químicas ou nucleares, seria forçada a responder.
Em 7 de abril de 2022, a reunião dos Ministros das Relações Exteriores do G7 foi realizada em Bruxelas para discutir sobre a situação da Ucrânia e emitiu sua declaração reafirmando que tomarão medidas adicionais contra a Rússia até que o país pare de invadir a Ucrânia. No dia, os líderes do Grupo dos Sete também emitiram uma declaração em meio a crescentes pedidos para que a Rússia seja responsabilizada pelos assassinatos de civis. E em 19 de abril de 2022, os líderes se reuniram e discutiram em uma videoconferência sobre seus esforços coordenados para impor custos econômicos severos para responsabilizar a Rússia.
Em 8 de maio de 2022, os líderes discutiram em uma videoconferência e emitiram uma declaração conjunta dizendo que reforçarão o isolamento econômico da Rússia. Depois de se encontrar virtualmente com o presidente ucraniano Volodymyr Zelenskyy, eles se comprometeram a eliminar gradualmente a dependência da energia russa. E em 9 de maio de 2022, os ministros dos Negócios Estrangeiros do G7 e o Alto Representante da UE fizeram uma declaração sobre o processo de seleção para a eleição do Chefe do Executivo em Hong Kong em 2022. Em 14 de maio de 2022, eles emitiram outra declaração sobre a guerra da Rússia contra a Ucrânia e pressionaram a China a pressionar de verdade a Rússia.